# Brooke's Point
Brooke's Point est une municipalité des Philippines dans la province de Palawan. Elle est située sur la côte sud-est de l'île du même nom. Sa population est de 49 000 habitants (2000).

## Histoire
La région était autrefois sous la souveraineté des sultans de Sulu.
Brooke’s Point fut nommée d'après son fondateur, James Brooke, un aventurier anglais nommé raja (gouverneur) du territoire de Sarawak dans l'île de Bornéo par le sultan de Brunei dans les années 1840. Lors d'un voyage, il a débarqué en cet endroit.

## Tourisme
- Chutes de Sabsaban
- Port Miller et son phare
- Chutes de Bakbakan et sources chaudes de Mainit
- Parc écologique de Brooke’s Point et du mont Maruyog
- Source océanique